# Heimatstube Gleidingen

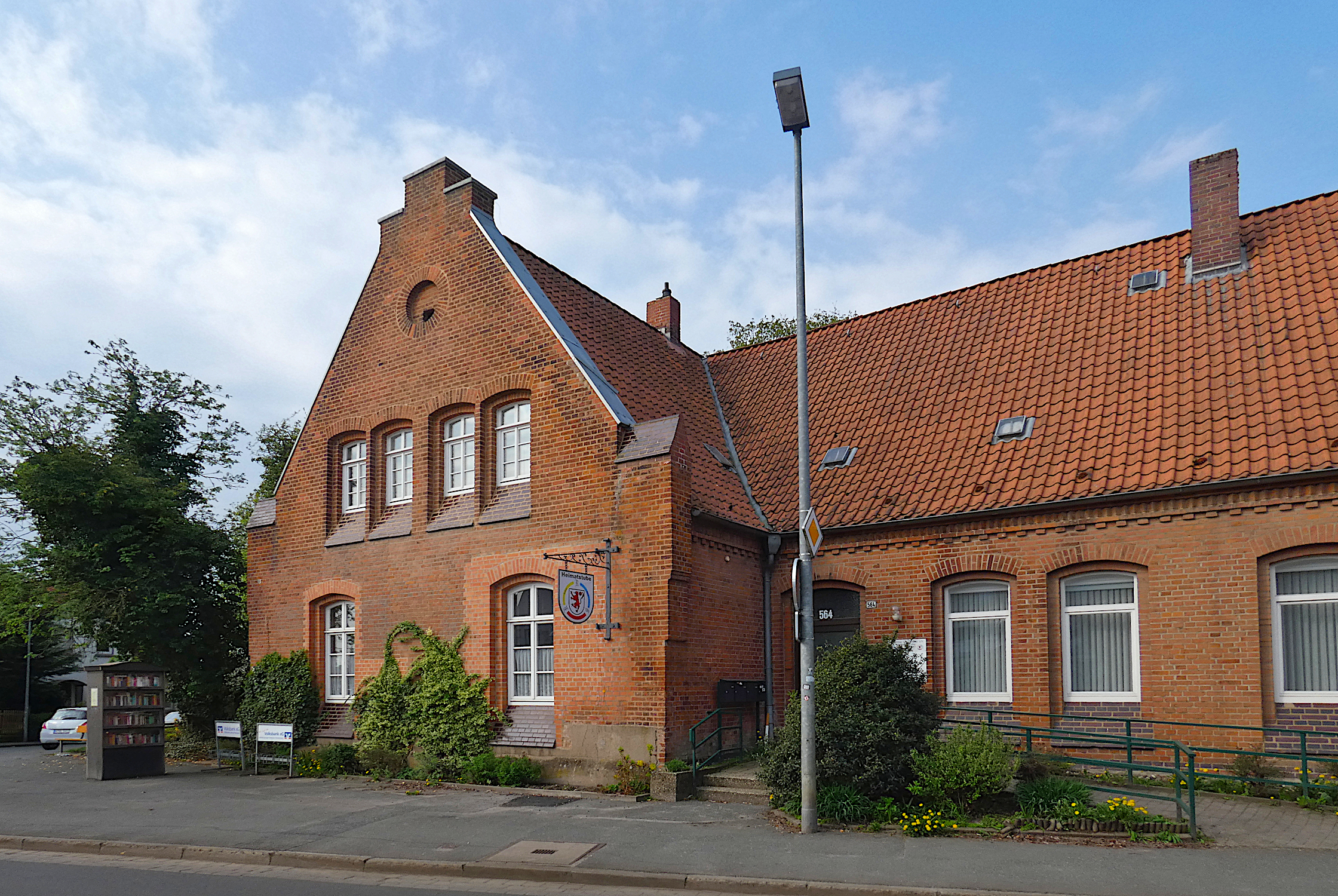
Sitz der Heimatstube Gleidingen in der denkmalgeschützten alten Schule

Die Heimatstube Gleidingen ist ein Heimatmuseum in Gleidingen, einem Ortsteil der Stadt Laatzen in der Region Hannover in Niedersachsen.

## Ausstellungen
Die Heimatstube präsentiert in ihrer Dauerausstellung mittels Bildern und Ausstellungsstücken das Alltagsleben der Bevölkerung des Dorfes Gleidingen in den vergangenen Jahrhunderten. An historischen Räumlichkeiten sind eine kleine Küche, eine gute Stube und ein historisches Klassenzimmer eingerichtet. Die Räumlichkeiten führen den Wandel des Alltagslebens vor Augen.
In regelmäßigen Abständen werden Sonderausstellungen gezeigt, die bisher folgende Themen behandelten: Kinderkino, Schiffsmodelle und Schiffsmodellbau, „...das bißchen Haushalt...“, Kulturgeschichte des Fingerhutes, Gleidinger Schützenverein, 10 Jahre Heimatstube, 1025 Jahre Gleidingen, 30 Jahre Computer-Geschichte, Gleidinger Bürger während des Ersten Weltkriegs, die jüdische Gemeinde in Gleidingen zum 80. Jahrestag der Reichspogromnacht, 125 Jahre BSV Hannovera Gleidingen sowie 20-jähriges Bestehen des Kulturringes.

## Geschichte
Die Idee zur Einrichtung einer Gleidinger Heimatstube entstand Ende der 1990er Jahre. Es bestand der Wunsch, die Ortsgeschichte zu bewahren und zu vermitteln. Gleidingen war mehr als ein Jahrtausend lang eigenständig und ist erst seit der Kommunalreform 1974 Ortsteil der Stadt Laatzen geworden. Als Träger der Heimatstube wurde der Kulturring Gleidingen e. V. gegründet. Eingerichtet wurde die Heimatstube im Jahr 2000. Eine Erweiterung erfolgte 2007. Die Heimatstube liegt im Obergeschoss des denkmalgeschützten Gebäudes Alte Schule. Die Öffnungszeiten variieren.